# Random Heights
Random Heights is een plaats in de Canadese provincie Newfoundland en Labrador. De plaats bevindt zich op Random Island en maakt deel uit van het local service district Random Island West.

## Geografie
Random Heights ligt in het uiterste noordwesten van Random Island, een groot eiland voor de oostkust van Newfoundland. Van de elf nederzettingen op het eiland ligt Random Heights het dichtst bij de Hefferton Causeway, de dijk die Random Island met Newfoundland verbindt.
De plaats, die door de Canadese overheid erkend is als een neighbourhood (buurt), bestaat uit relatief verspreide bebouwing bij provinciale route 231, de hoofdbaan van Random Island. Via die weg is het 4 km zuidwaarts rijden naar Elliott's Cove en 4 km noordwaarts rijden naar het Newfoundlandse Milton. Het kan gerekend worden tot de brede omgeving van de centrale plaats Clarenville.

## Geschiedenis
Random Heights is een van de jongste plaatsen op Random Island, daar de nederzetting pas ontstond in de jaren 1970. Aangezien de locatie op een rijafstand van slechts 10 km van het centrum van Clarenville ligt, was het een interessante vestigingsplaats.
Tussen 1991 en 1996 steeg het inwoneraantal van Random Heights van 34 naar 38.
In 1996 kreeg het gehucht voor het eerst een beperkte vorm van lokaal bestuur doordat het deel ging uitmaken van het nieuw opgerichte local service district Random Island West. Er worden daarom sinds dan geen aparte demografische data voor de plaats meer verzameld.